# Ctenochaetus hawaiiensis
Ctenochaetus hawaiiensis е вид бодлоперка от семейство Acanthuridae. Видът не е застрашен от изчезване.

## Разпространение и местообитание
Разпространен е в Американска Самоа, Гуам, Кирибати (Гилбъртови острови, Лайн и Феникс), Малки далечни острови на САЩ (Атол Джонстън, Лайн, Мидуей, Остров Бейкър, Уейк и Хауленд), Маршалови острови, Микронезия, Науру, Ниуе, Острови Кук, Палау, Питкерн, Самоа, САЩ (Хавайски острови), Северни Мариански острови, Токелау, Тонга, Тувалу, Уолис и Футуна, Френска Полинезия и Япония.
Обитава крайбрежията и пясъчните дъна на океани, морета и рифове в райони с тропически климат. Среща се на дълбочина от 1 до 26 m, при температура на водата от 24,5 до 29 °C и соленост 34,5 – 35,3 ‰.

## Описание
На дължина достигат до 25 cm.